# Кохма
Кохма (на руски: Кохма) e град в Русия, разположен в Ивановски район, Ивановска област. Населението на града към 1 януари 2018 е 30 500 души.